# Mecistocephalidae
Mecistocephalidae (лат.) — семейство губоногих многоножек.
Около 10 родов и 170 видов.
Встречаются в Афтротропике, Неотропике, Неарктике, Палеарктике, Индоавстралии. Усики 14-члениковые. Оцеллии отсутствуют. Мандибулы с одной гребневидной ламеллой (зубчатые ламеллы отсутствуют). Лабрум трёхраздельный (мелкая срединная часть и две более крупные латеральные пластинки).
Количество сегментов, несущих ноги варьирует от 41 до 101.
- Dicellophilus Cook, 1896
- Mecistocephalus Newport, 1843[4][5]
- Nannarrup Foddai, Bonato, Pereira & Minelli, 2003
- Proterotaiwanella Bonato, Foddai & Minelli, 2002[5]
- Другие роды: Agnostrup — Anarrup — Arrup — Brachyptyx — Brahmaputrus — Dasyptyx — Dicellophilus — Ectoptyx — Formosocephalus — Krateraspis — Lamnonyx — Mecistocephalus — Megethmus — Nannarrup — Nodocephalus — Partygarrupius — Pauroptyx — Prolamnonyx — Proterotaiwanella — Sundarrup — Taiwanella — Tygarrup